# Admirał Makarow (2015)
Admirał Makarow (ros. Адмирал Макаров) – fregata rakietowa Floty Czarnomorskiej Federacji Rosyjskiej typu Admirał Grigorowicz (projektu 11356M) z początku XXI wieku; kolejny okręt o tej nazwie, nadanej na cześć admirała Stiepana Makarowa. Do służby weszła w grudniu 2017. Brała udział w inwazji Rosji na Ukrainę w 2022 roku. 6 maja 2022 roku pojawiły się w mediach informacje o uszkodzeniu lub nawet zatopieniu jednostki, lecz wiadomość tę zdementowano. Od maja tego roku okręt flagowy Floty Czarnomorskiej.
Ma około 4 tysiące ton wyporności, 124,8 metrów długości oraz 15,2 metrów szerokości. Napęd stanowią turbiny gazowe, pozwalające na osiąganie prędkości do 32 węzłów. Uzbrojenie główne składa się z armaty kalibru 100 mm i pionowych wyrzutni pocisków przeciwlotniczych średniego zasięgu Sztil-1 oraz pocisków przeciwokrętowych Oniks lub manewrujących Kalibr.

## Budowa

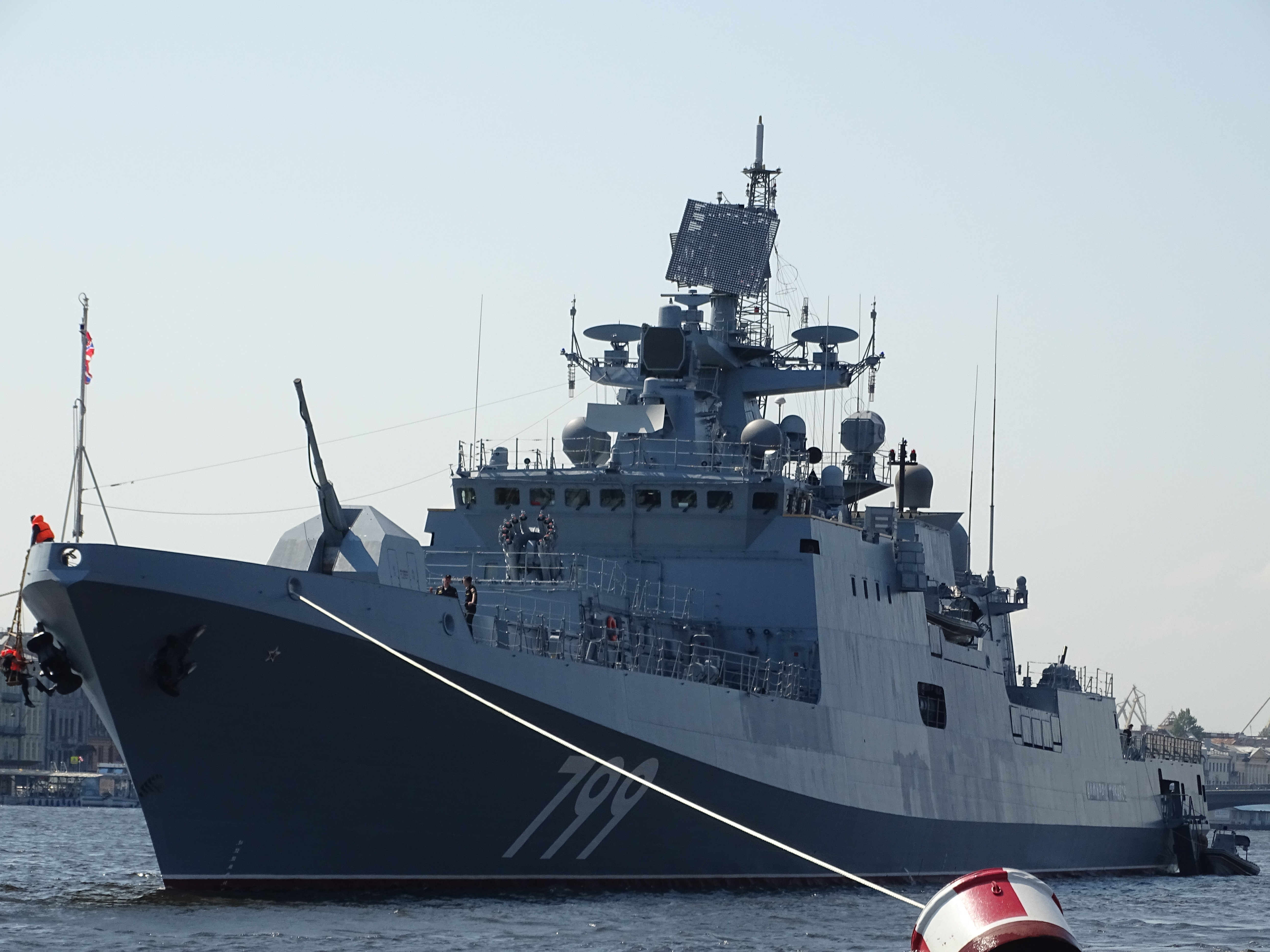
„Admirał Makarow” w Petersburgu, 2018

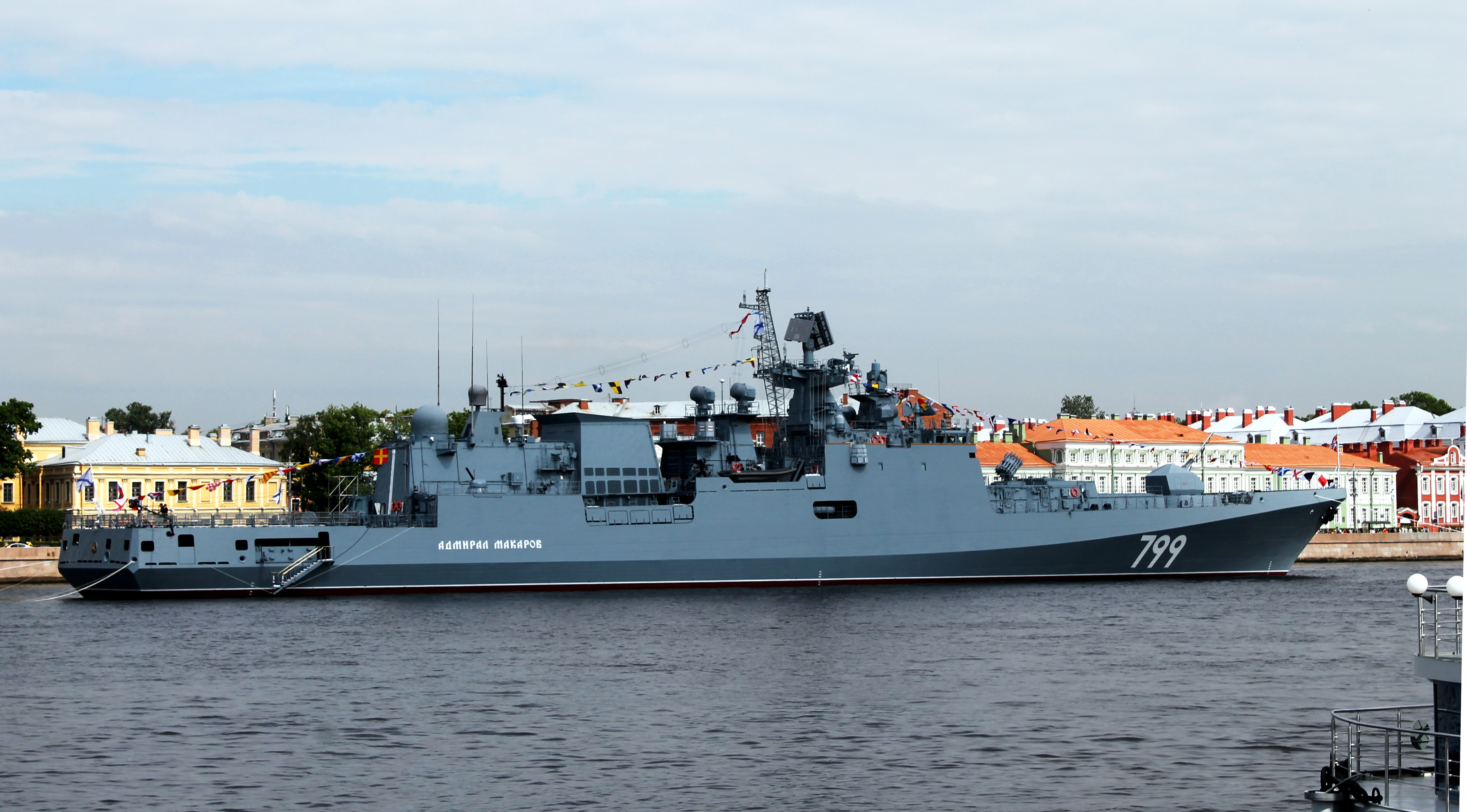
„Admirał Makarow” w Petersburgu, lipiec 2017

„Admirał Makarow” był trzecią zbudowaną fregatą rakietową projektu 11356M. Fregaty te, zaprojektowane i zbudowane w Rosji, były pierwszymi większymi okrętami nawodnymi nowo zbudowanymi dla Floty Czarnomorskiej po rozpadzie ZSRR. Ich konstrukcja wywodzi się z powstałych na zamówienie Indii fregat typu Talwar, stanowiących z kolei rozwinięcie wcześniejszych radzieckich projektów. W odróżnieniu od starszych okrętów, charakteryzowały się one między innymi wprowadzeniem nowoczesnego ukształtowania burt kadłuba i nadbudówek zgodnie z wymogami trudnowykrywalności (stealth). 
Stępkę pod budowę „Admirała Makarowa” położono w stoczni Jantar w Królewcu 29 lutego 2012 roku, a okręt wodowano 2 września 2015 roku. We wrześniu 2017 roku zakończył państwowe próby odbiorcze. Okręt następnie wszedł do służby 27 grudnia 2017 roku. 

## Skrócony opis
Długość całkowita fregaty wynosi 124,8 m, a szerokość maksymalna 15,2 m. Zanurzenie przy wyporności bojowej wynosi 4,2 m, a razem z gruszką dziobową 5,8 m. Wyporność normalna wynosi 3300 ton, bojowa: 4035 ton, a wyporność pełna: 4500 ton. Napęd stanowią cztery turbiny gazowe w układzie COGAG, napędzające dwie śruby: dwie marszowe i dwie mocy szczytowej, o łącznej mocy 60 900 KM (45 400 kW). Pozwala on na osiąganie prędkości maksymalnej 30 węzłów, a krótkotrwałej 32 węzły. Zasięg pływania z prędkością ekonomiczną 14 węzłów wynosi 4850 mil morskich, a przy prędkości 30 węzłów wynosi 700 mil morskich.
Główny system uzbrojenia ofensywnego stanowi ośmiokomorowa wyrzutnia pionowa w części dziobowej dla ośmiu pocisków manewrujących. Można wystrzeliwać z niej pociski przeciwokrętowe 3M55 Oniks lub pociski manewrujące rodziny Kalibr: przeciwokrętowe 3M-54, woda-ziemia 3M-14 lub rakietotorpedy 91RE1. Brak jest uniwersalnych pocisków, wymuszający ograniczenie zestawu zabieranych pocisków służących do zwalczania konkretnych celów. Drugim systemem uzbrojenia rakietowego są dwa 12-komorowe bloki pionowych wyrzutni Sztil-1 (Tornado) pocisków przeciwlotniczych średniego zasięgu 9M317M. Pociski te mogą zwalczać cele powietrzne na wysokości do 15 000 m i w odległości do 50 km, a w razie konieczności także cele nawodne. Wyrzutnie umieszczone są na pokładówce na dziobie, między armatą a wyrzutniami pocisków Oniks/Kalibr. Uzbrojenie rakietowe uzupełnia osiem wyrzutni przenośnych pocisków krótkiego zasięgu 9K38 Igła-1.
Uzbrojenie artyleryjskie składa się z szybkostrzelnej armaty uniwersalnej kalibru 100 mm A-190, umieszczonej na dziobie, w wieży o zmniejszonej skutecznej powierzchni odbicia. Całkowity zapas amunicji wynosi 480 pocisków. Jako zestaw obrony bezpośredniej służą dwa działka wielolufowe 30 mm AK-630M, rozmieszczone po bokach hangaru na rufie. Artyleria kierowana jest radarowo. Okręt ponadto przenosi broń maszynową.
Broń podwodną stanowią przede wszystkim cztery wyrzutnie torped kalibru 533 mm, służące przede wszystkim do odpalania ciężkich torped przeciwpodwodnych różnych wzorów. Ich uzupełnienie stanowi pojedyncza dwunastoprowadnicowa wyrzutnia rakietowych bomb głębinowych RBU-6000, o zasięgu 5800 m, z zapasem 96 bomb. Możliwości zwalczania okrętów podwodnych zwiększa śmigłowiec pokładowy Ka-27, ze stałym hangarem i lądowiskiem na rufie.
Okręt ma stosunkowo bogaty zestaw sensorów, aczkolwiek złożony głównie z nowych wersji urządzeń wywodzących się z czasów ZSRR, umiarkowanie nowoczesnych. Składa się on z dwóch radarów obserwacji powietrznej i nawodnej (MR-760MA Friegat-M2EM i MR-352 Pozitiw-E), dwóch radarów wykrywania celów niskolecących MR-212 Wajgacz-Najada, radarów naprowadzania pocisków przeciwlotniczych i pocisków Kalibr, radaru artyleryjskiego oraz systemu hydrolokacyjnego. Posiada również urządzenia walki radioelektronicznej.

## Służba
Po podniesieniu bandery 27 grudnia 2017 w Królewcu, załoga okrętu szkoliła się na Morzu Bałtyckim. 29 lipca 2018 roku „Admirał Makarow” wziął udział w paradzie w Petersburgu z okazji dnia marynarki, a w sierpniu rozpoczął przejście na Morze Czarne, pełniąc po drodze służbę na Morzu Śródziemnym. 5 października 2018 roku przybył po raz pierwszy do docelowej bazy Floty Czarnomorskiej w Sewastopolu
Od listopada 2018 do początku marca 2019 roku pełnił służbę w składzie rosyjskiego stałego zespołu na Morzu Śródziemnym. Od września do grudnia 2019 roku ponownie pełnił służbę na Morzu Śródziemnym, w tym we wrześniu odbył wizytę na Korfu z dowódcą Floty Czarnomorskiej wiceadmirałem Igorem Osipowiczem w ramach uroczystości tygodnia rosyjskiego na Wyspach Jońskich, w listopadzie uczestniczył w ćwiczeniach z marynarką Algierii, a w grudniu z marynarką Syrii. Na początku 2020 roku ponownie odbył rejs na Morze Śródziemne i Morze Czarne z bliźniaczą fregatą „Admirał Essen”, powracając do bazy 10 kwietnia, po przejściu dwutygodniowej kwarantanny w związku z epidemią Covid-19. Kolejny rejs na Morze Śródziemne odbył od czerwca do października 2020 roku. Na Morzu Śródziemnym ponownie operował od maja do sierpnia 2021 roku
Okręt wziął udział w inwazji Rosji na Ukrainę w 2022 roku. 22 marca zniszczył pociskiem przeciwlotniczym systemu Sztil-1 ukraiński okręt-bazę nurków „Netiszyn” (proj. 535 Krab), który uszkodzony wyrzucił się na mieliznę. 6 maja 2022 r. pojawiły się w mediach informacje o jego poważnym uszkodzeniu lub nawet zatopieniu przez Siły Zbrojne Ukrainy przy użyciu rakiet typu Neptun, które uderzyć miały w okręt 5 maja, wywołując jego pożar. 7 maja media zdementowały te informacje, podając, że okrętem, który tego dnia zniszczono, nie był „Admirał Makarow”, lecz kuter desantowy typu Serna, który nie został trafiony Neptunami, lecz z drona Bayraktar w rejonie Wyspy Wężowej.
W drugiej połowie maja 2022 roku „Admirał Makarow” został okrętem flagowym Floty Czarnomorskiej, po zatopionym krążowniku „Moskwa”.
Prawdopodobnie został uszkodzony w nieznanym stopniu w ataku ukraińskich bezzałogowych łodzi wybuchowych na okręty na redzie Sewastopola w nocy 28/29 października 2022 roku – z ujawnionego przez stronę ukraińską nagrania wynika skuteczny atak na fregatę projektu 11356M, identyfikowaną jako „Admirał Makarow”. Późniejsze informacje określały uszkodzenia jako nieznaczne. Do ataku użyto 7–8 łodzi Mykoła-3. Był to pierwszy atak tego typu na rosyjskie okręty, a podczas niego uszkodzony też został trałowiec „Iwan Gołubiec”.